# Detroit Eagles
I Detroit Eagles furono una squadra professionistica di pallacanestro attiva in National Basketball League dal 1939 al 1941.

## Storia
Il fondatore della squadra fu Gerry Archibald, che nel 1936 diede originariamente vita ai Warren Hyvis Oilers. Nel 1937 la squadra assunse la denominazione Warren Penns e giocò in National Basketball League.
Nel 1939 Archibald trasferì la squadra a Cleveland e mutò la denominazione in Cleveland White Horses. Infine nel 1939 i White Horses si spostarono a Detroit e divennero i Detroit Eagles. Durante questo periodo la squadra continuò a militare in NBL, ma nel 1940 Archibald la cedette ad una azienda di produzioni di sigari, che la mantenne in vita per un'ulteriore stagione.
Gli Eagles lasciarono la NBL nel 1941 e divennero una squadra di esibizione. Vinsero l'edizione 1941 del World Professional Basketball Tournament, ma poco tempo dopo sparirono definitivamente anche a causa della partenza per la seconda guerra mondiale di molti dei componenti della rosa.

## Stagioni
| Stagione | Lega | Denominazione                       | V  | P  | %    | Piazzamento | Play-off           |
| -------- | ---- | ----------------------------------- | -- | -- | ---- | ----------- | ------------------ |
| 1937-38  | NBL  | Warren Penns                        | 3  | 9  | 25,0 | 5º          | -                  |
| 1938-39  | NBL  | Warren Penns/Cleveland White Horses | 14 | 14 | 50,0 | 3º          | -                  |
| 1939-40  | NBL  | Detroit Eagles                      | 17 | 11 | 60,7 | 2º          | Finale di division |
| 1940-41  | NBL  | Detroit Eagles                      | 12 | 12 | 50,0 | 4º          | Semifinale         |